# ヒョンデ・ソナタ
ソナタ（SONATA、朝: 쏘나타）は、大韓民国の自動車メーカー、現代自動車により製造・販売されている4ドアセダン型の普通乗用車（韓国における区分では中型車、欧州における区分ではDセグメント）である。

## 初代 型式: Y型（1985年 - 1987年）
1985年11月4日
発売。歴代唯一となる後輪駆動車である。プロジェクト名は「Y-Car｣であり、競合車種である大宇・ロイヤルへ対抗するため、ステラにG4BM型1,796cc直4 SOHC自然吸気およびG4BT型1,997cc直4 SOHC自然吸気を搭載したほか、クルーズコントロール、パワーシート、ヘッドランプウォッシャー、クローム製バンパー、電動格納式アウトサイドミラー、パワーステアリングなどを採用した事が同車の始まりである。「VIPのための高級乗用車」をキャッチコピーに掲げ、俳優である申星一が1号車を契約した事から話題となった。しかし、ステラと大きく差別化出来ずにキャラクター性を高められず、大宇・ロイヤルの壁を越えられずに失敗に終わる事となる。
1986年2月5日
上記の理由により競合他社である大宇自動車から「소나 타는 차｣（ソナ タヌン チャ、「牛などが乗るクルマ」）という揶揄を受け、イメージ刷新を目的に新聞広告などの表記を「소나타」から「쏘나타」へ改称。
1987年2月2日
一部改良。車体色にツートーンを採用し、トリップコンピューターなどを搭載。
1987年12月
販売終了。なお、同社はY系を同車の系譜から除外した。
2003年3月6日（補足）
同社は累計製造台数250万台突破を期に、Y系を初代に含めた。

## 2代目 型式: Y2型（1988年 - 1993年）

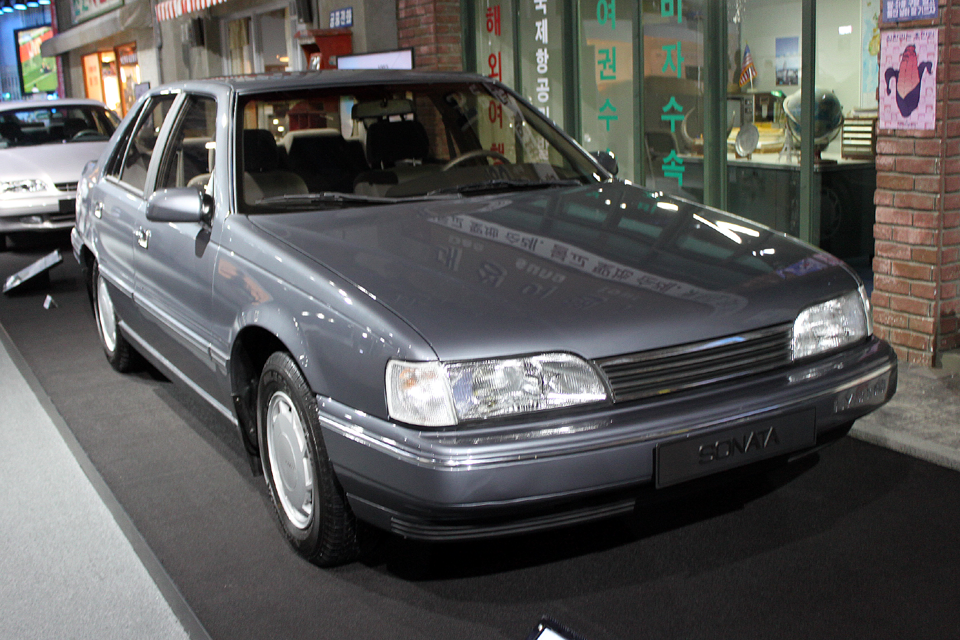
2代目ソナタ（前期） フロント

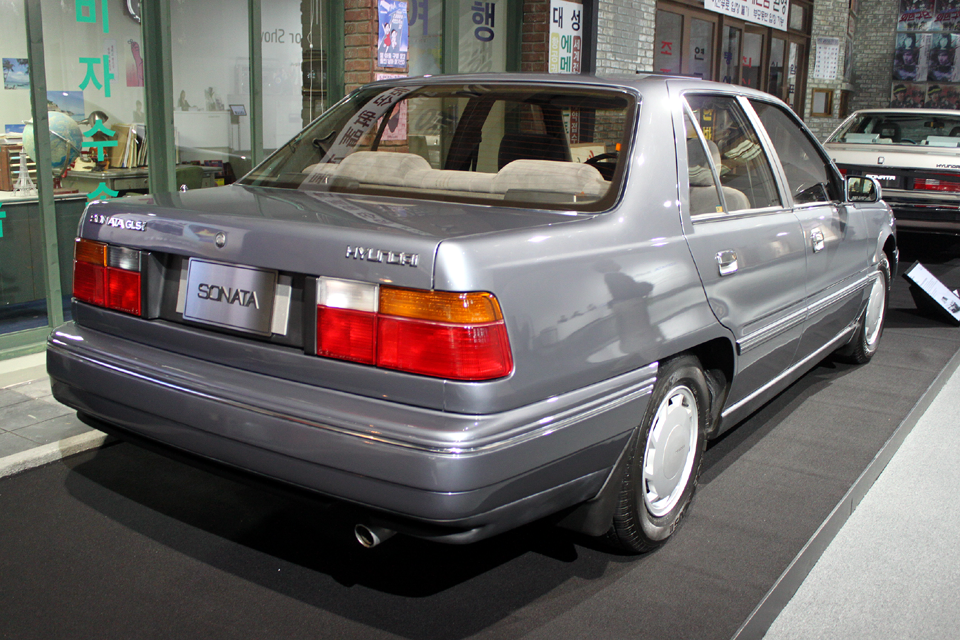
2代目ソナタ（前期） リア

実質的な独立モデルとしてのソナタは1988年に生まれた「Y2」である。ステラと同じくイタルデザインがデザインしたボディのモデルは、当時までのヒョンデ車では見られなかった曲線美で人気を得た。
エンジンは三菱シリウス1.8L、2.0L、2.4L（アメリカ向け）。デビュー当時はいずれもSOHCだったが、後に2.0LはDOHCに変更された。
1989年、ヒョンデはカナダに創立以来最初の海外生産工場を設置（なお1993年に閉鎖済）。本工場の主力生産モデルがソナタだった。本型式は韓国初の国外生産モデルでもある。
| 2代目ソナタ（後期） フロント/リア |  | 2代目ソナタ（後期） フロント/リア |
| 2代目ソナタ（後期） フロント/リア |  |                                   |

1991年2月のマイナーチェンジでは、ヘッドライトがより丸く長い形状に改められた。この時からアメリカ販売バージョンにはV6 3L仕様が追加された。

## 3代目 型式: Y3型（1993年 - 1998年）

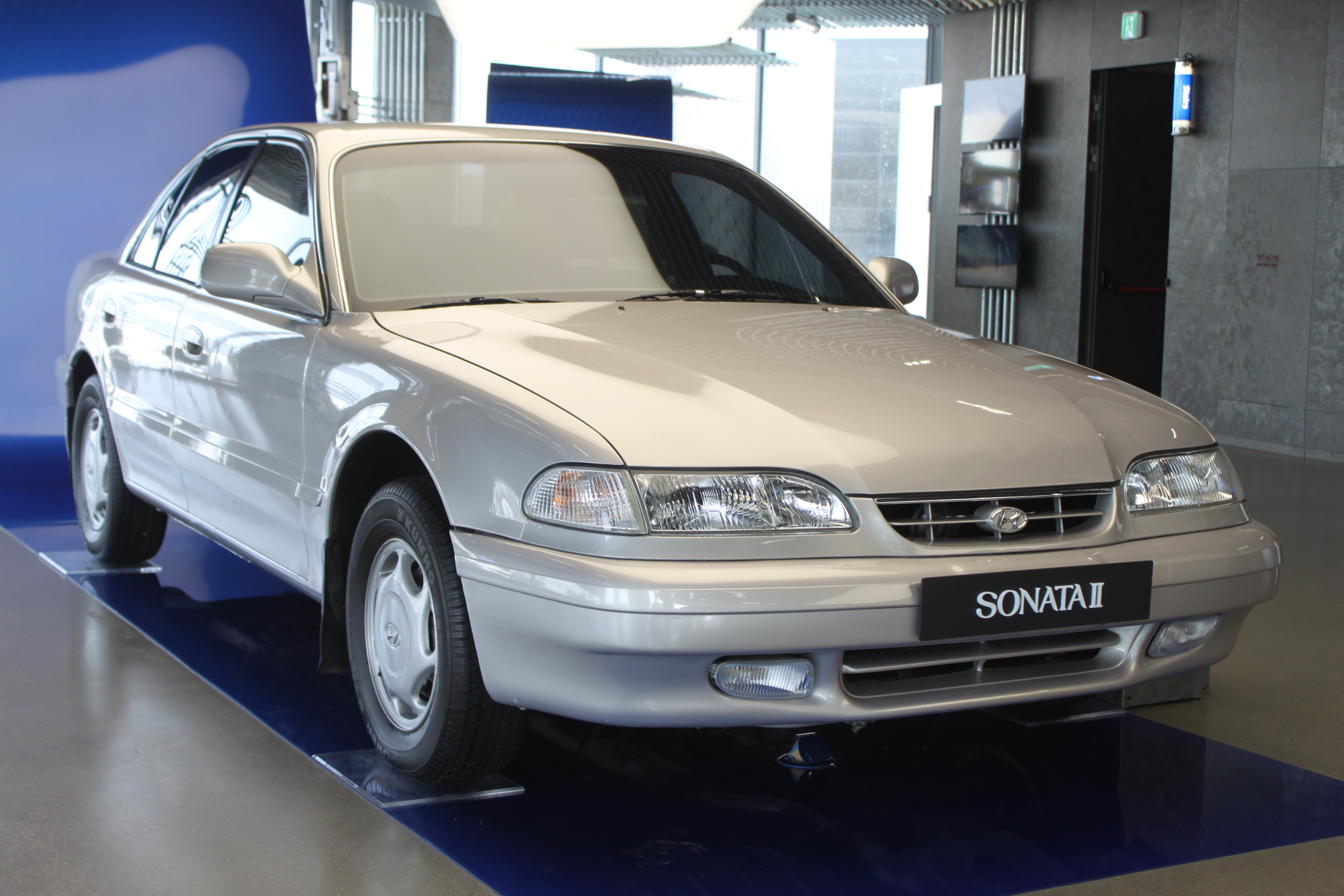
3代目ソナタ（前期） フロント

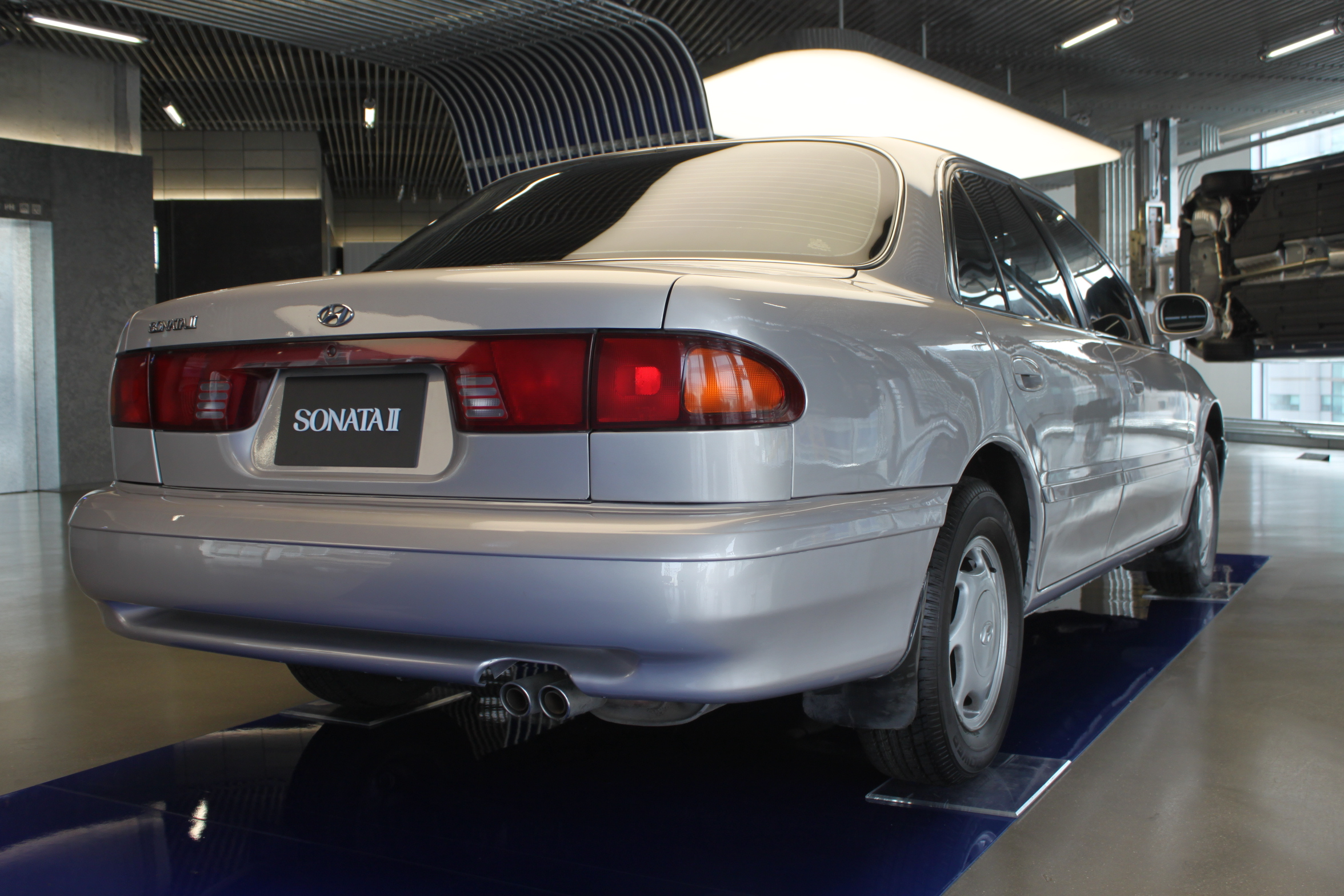
3代目ソナタ（前期） リア

- 1993年、ドイツのフランクフルトモーターショーにてデビュー。
- 年代は不明だが、モスクワ国際モーターショーで最優秀賞を受賞した。
- 素早い印象のデザインが受け、10万台以上の販売実績を誇るベストセラー車になった。
- 1995年3月にソナタIIの兄弟車として「ヒョンデ・マルシャー」が販売された。

マルシャーはソナタIIよりも上級モデルとして位置付けられ、ソナタIIには搭載されていないV型6気筒2,500ccエンジンなどの設定もあった。しかし、韓国国内ではサイズが中途半端な上にニューグレンジャーに客を奪われ、わずか3年ほどで販売を終了した。メディアからの評判も厳しく、ヒョンデの歴代モデルの中では最悪の失敗作だと言われている。
| 派生車種 マルシャー |  | 派生車種 マルシャー |
| 派生車種 マルシャー |  |                     |

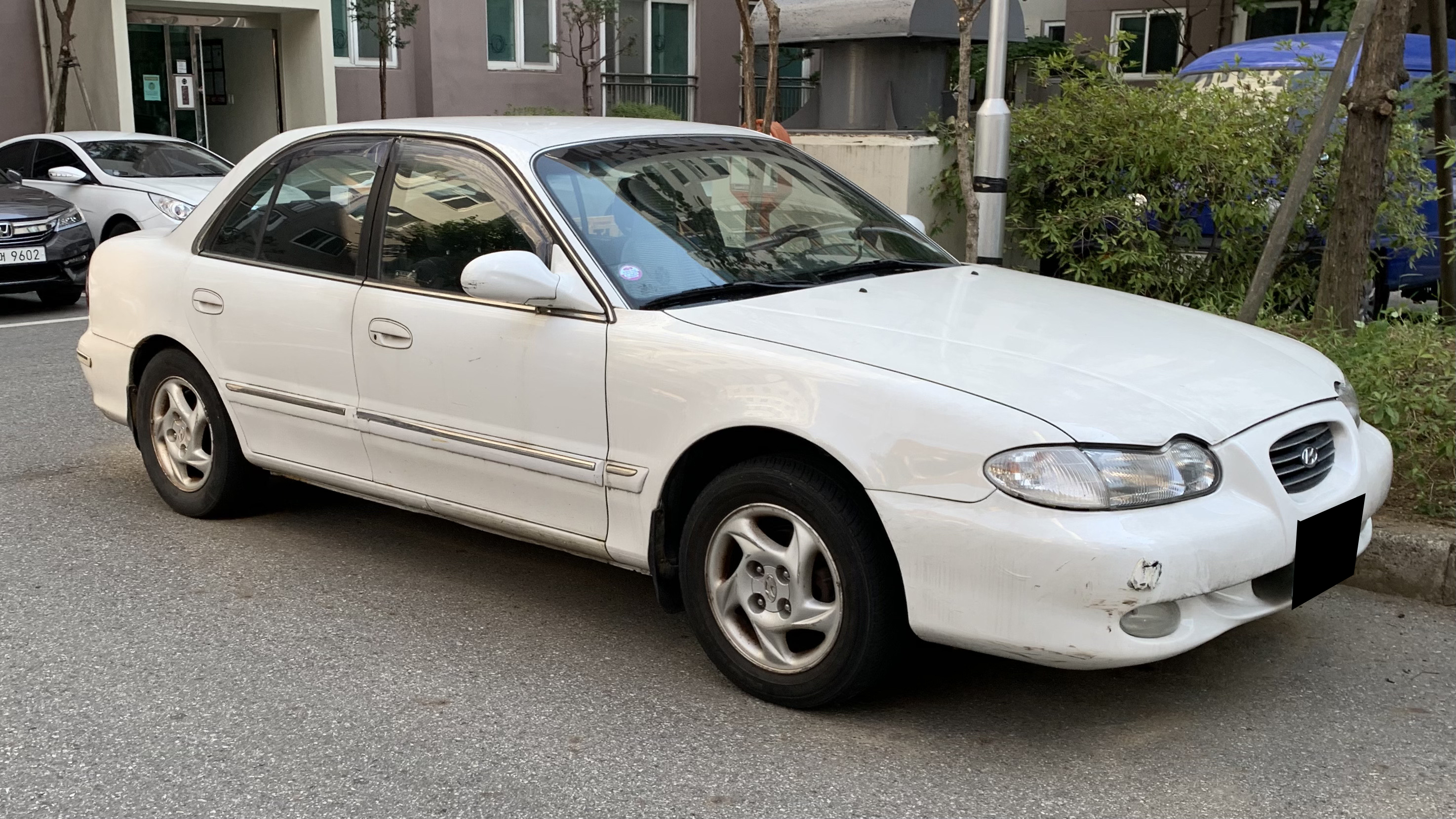
3代目ソナタ（後期） フロント

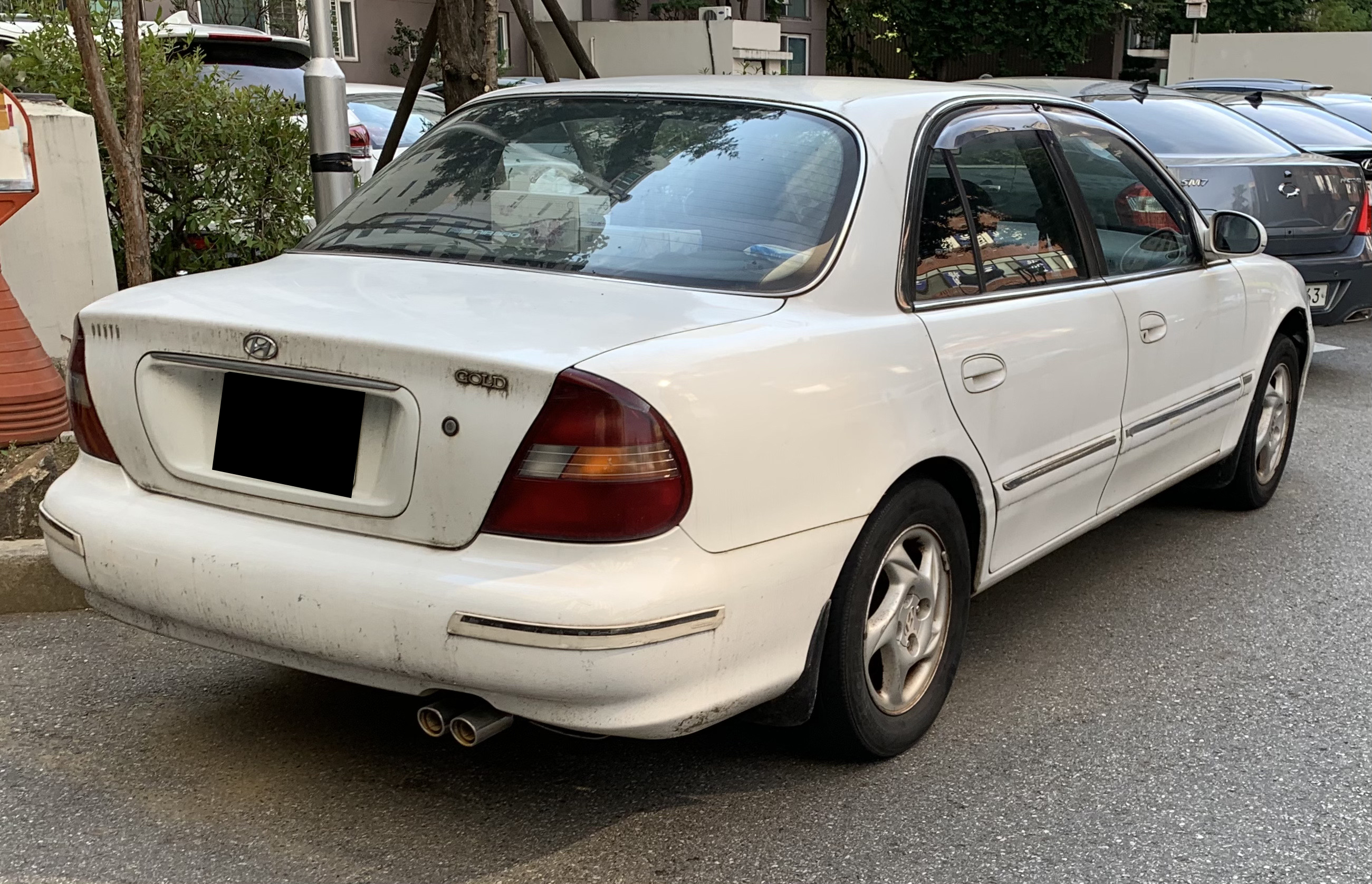
3代目ソナタ（後期） リア

- 1996年2月にはフェイスリフトモデルがデビュー。
- 韓国国内での発売当時のキャッチコピーは「名品の完成」。
- 現代自動車30周年を記念し、リヤスポイラーや専用ホイールを装備したスペシャルモデルが1997年に発表された。
- 販売台数が決して悪かったとは言えないが、「前代モデルのマイナーチェンジ」に「III」を付けたことに拒否感を持つ人もいた。そのおかげか、販売実績は1代目を除いて最低だったといわれている。
- 韓国国内では高校生の間で同車のエンブレムを持つことが流行した。→#ソウル大合格を呼ぶエンブレム

## 4代目 型式: EF型（1998年 - 2004年）

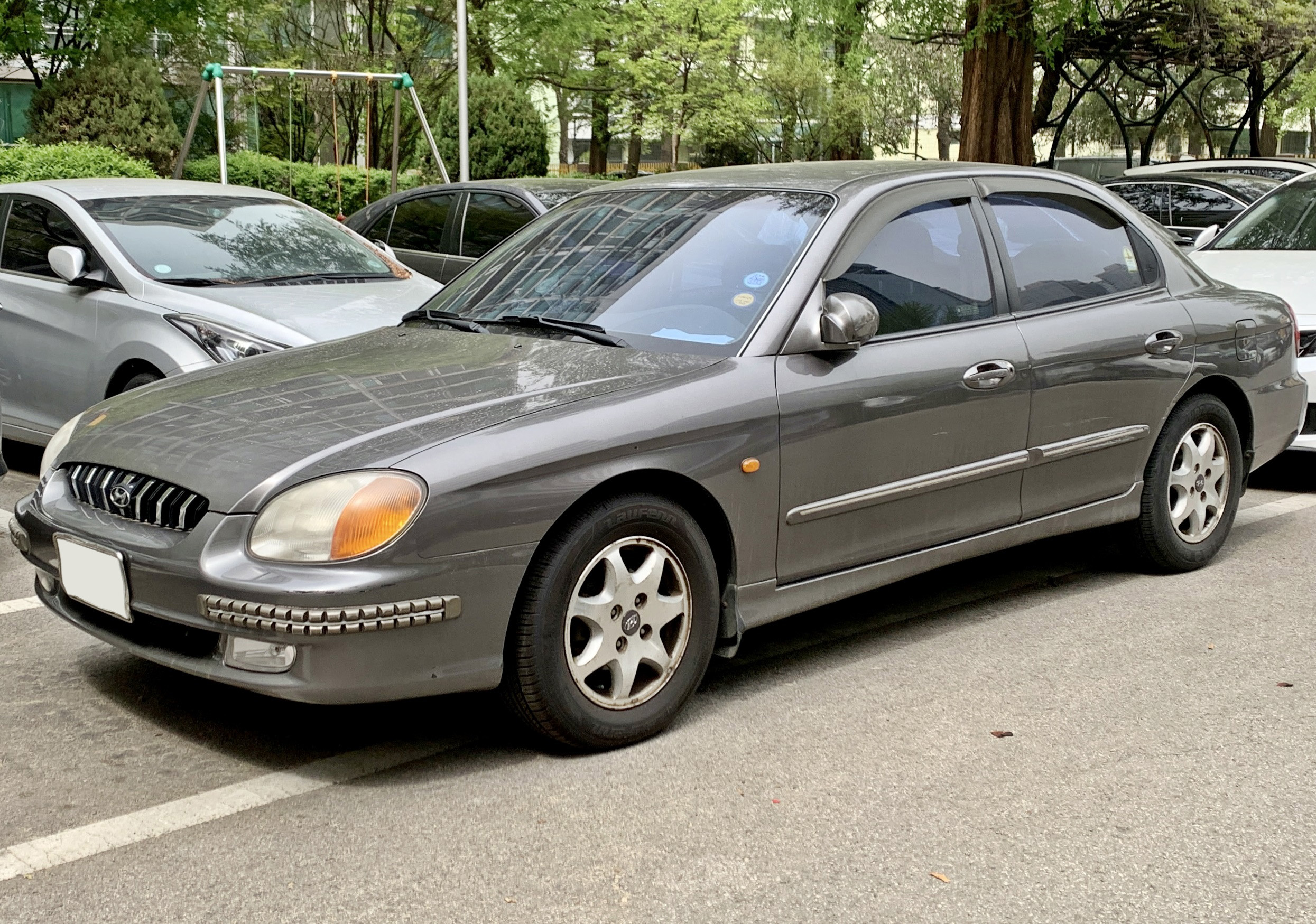
4代目ソナタ（前期） フロント

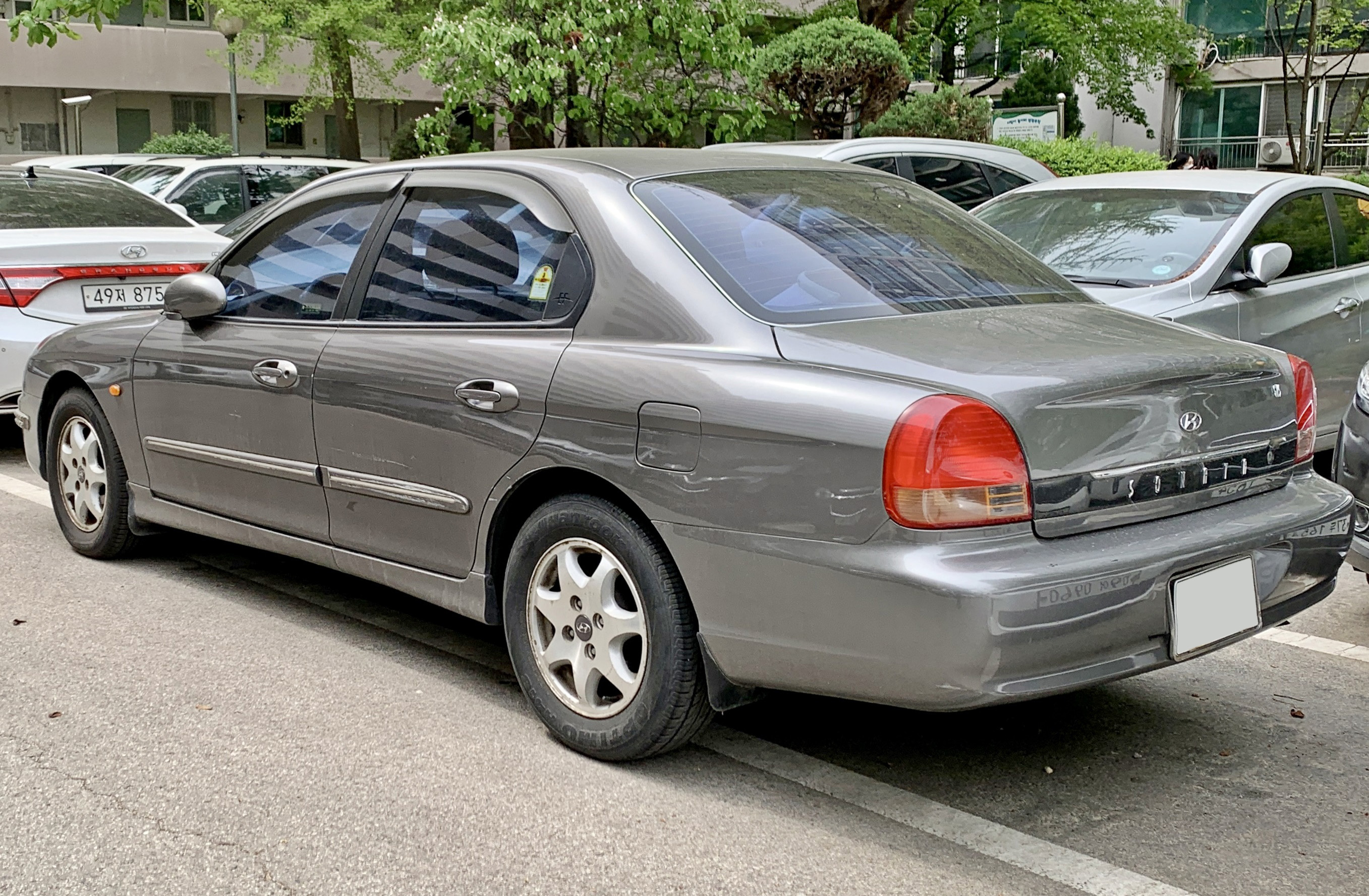
4代目ソナタ（前期） リア

- 1998年3月デビュー。同じ年にデビューしたグレンジャーXGも同車と同じプラットフォームを使用していた。
- EFとは「Elegant Feeling（エレガント・フィーリング）」の頭文字をとった略称であるとされている。
- 韓国国内での販売当時のキャッチコピーは「Dream Technology（ドリームテクノロジー）」
- ｢冬のソナタ｣でサンヒョクがこの前期型EFソナタ（白）に乗っている。

（ただし後述の通りこのソナタと「冬のソナタ」との間にサンヒョクが乗っていること以上の関係はない。）

### 後期型（ニューEFソナタ、2001年 - 2004年）

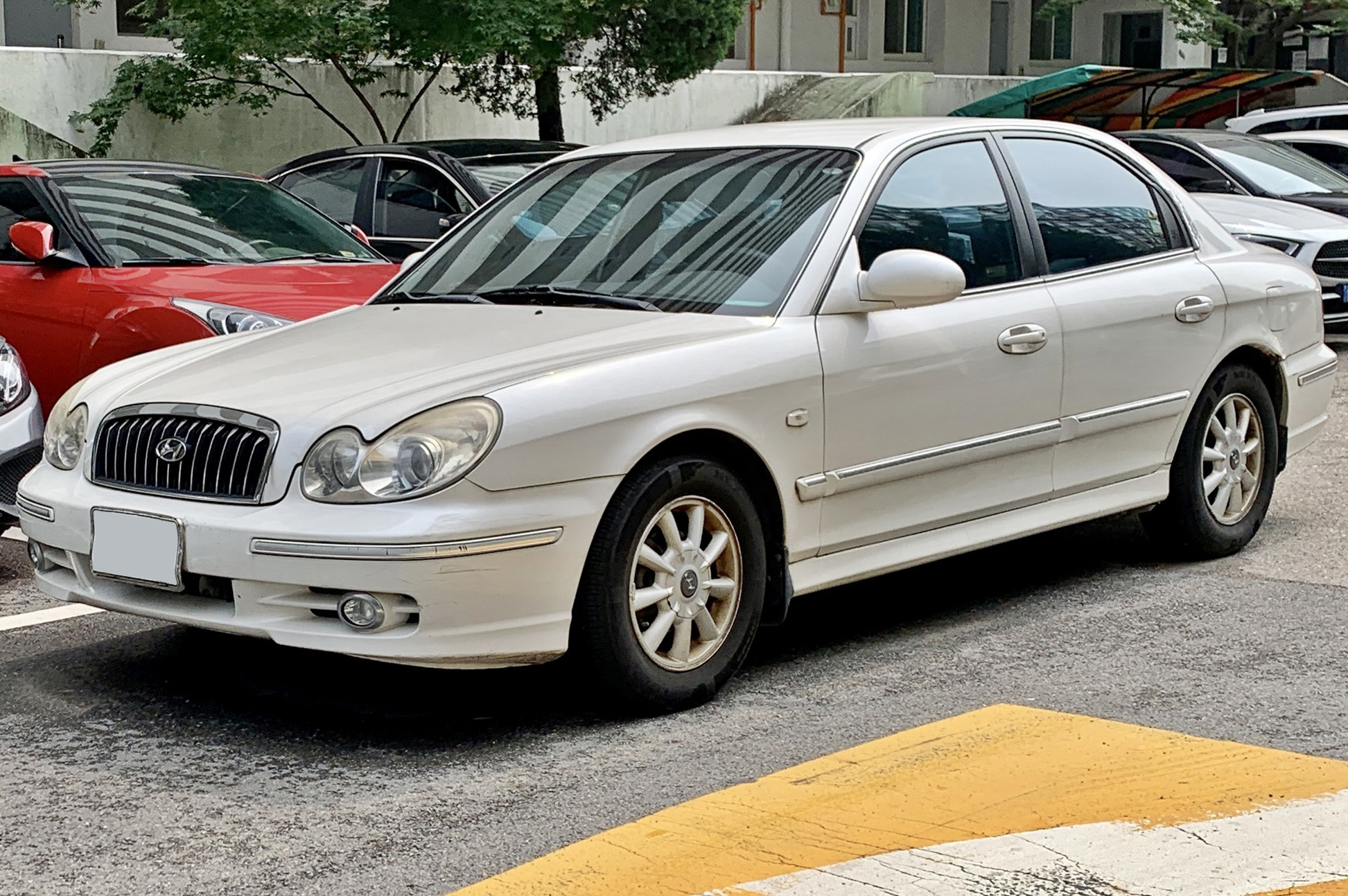
4代目ソナタ（後期） フロント

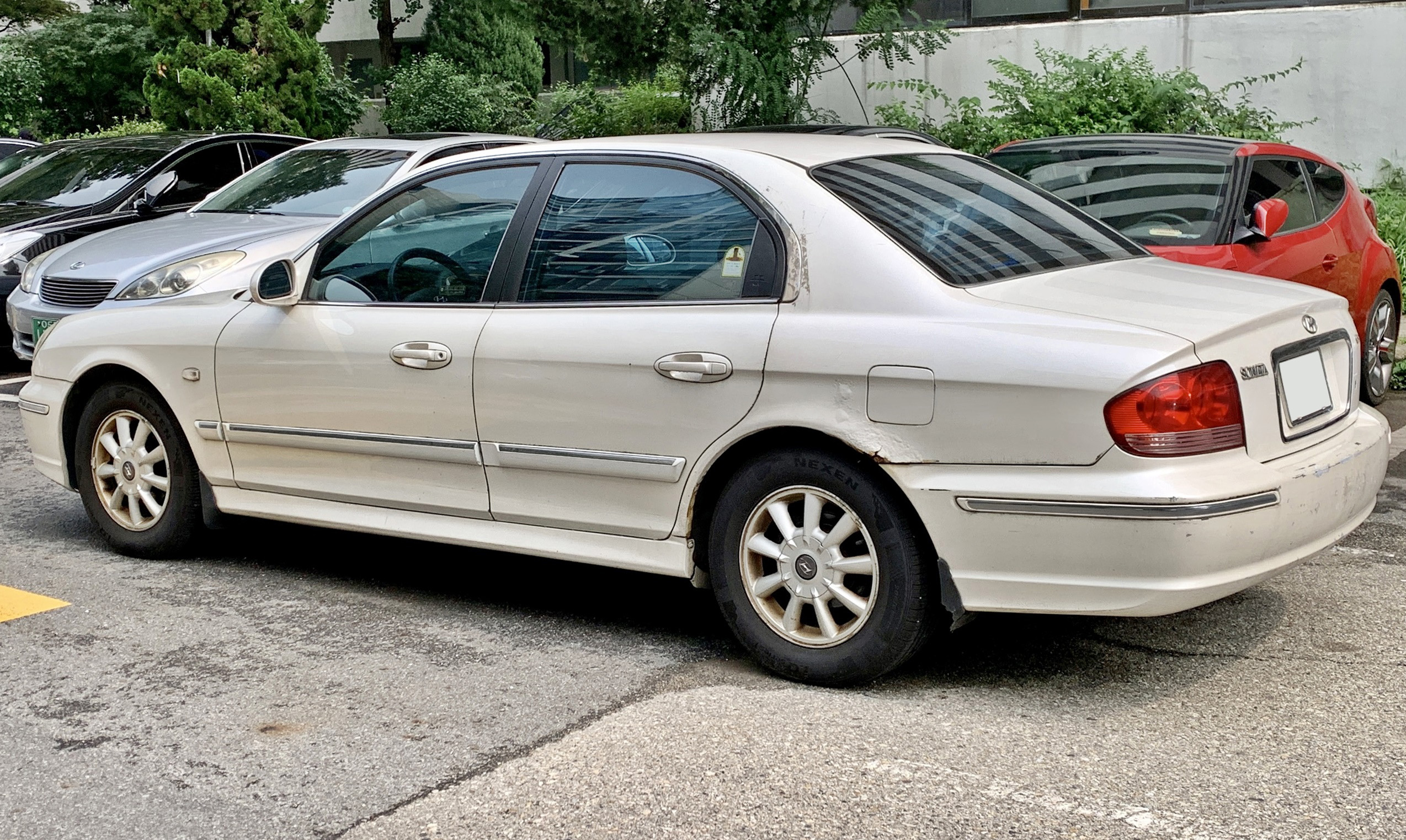
4代目ソナタ（後期） リア

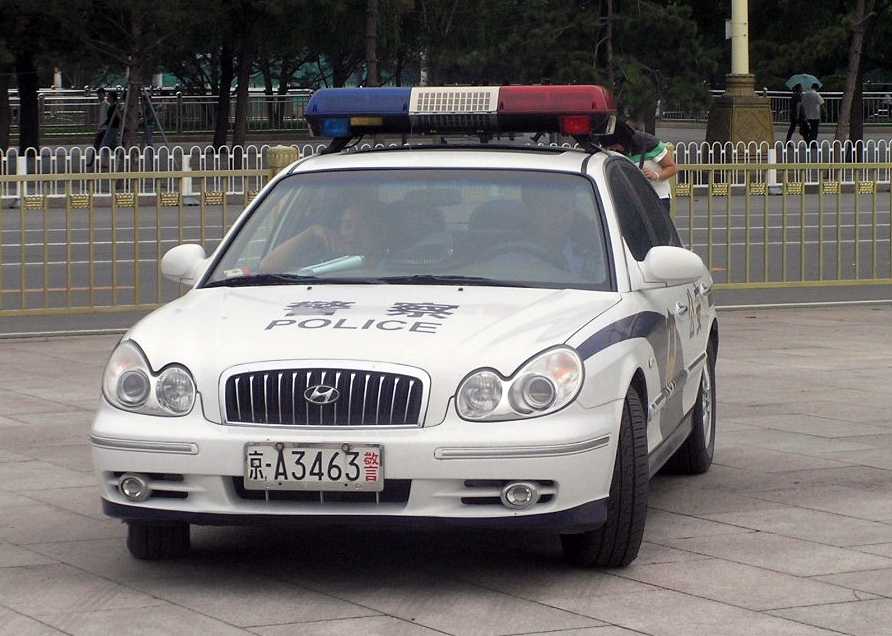
中華人民共和国公安部「のパトカー」
仕様

- 2001年1月にマイナーチェンジ。通称「ニューEFソナタ」。派生車種にSUVのサンタフェがある。
- 2003年-2004年の上半期頃にかけて日本に導入するという計画もあったようだが、実現しなかった。
- このモデルから中国法人、北京現代汽車有限公司でも生産が開始された（漢字では「索納塔」と表記される）。
- 当初マイナーチェンジ版として開発が進められていたモデルは、経営破綻によって現代自動車傘下となった起亜自動車の旧態化したクレドスの後継モデルの「オプティマ」として登場した。

中国においては2009年4月にこのモデルの2度目のビッグマイナーチェンジモデルが「BT01」の名称で発表された。後にこのモデルは「名驭MOINCA ソナタ」の名称で発売された。2011年3月現在の中国ではEF系、YF系の2世代のソナタが併売されていた（ただし北京ヒョンデのサイトを見る限り、2018年11月現在はLF系1.6/2.0ターボ、HV、PHEVのみである。）。
またパトカーとしても利用されている。

## 5代目 型式: NF型（2004年 - 2009年、タクシー仕様: 2004年 - 2014年）
正式名称は韓国でも単に「ソナタ」だが（北米等、他の輸出先の国や地域では先代やそれ以前のモデルも単に｢ソナタ」と呼称されていた）、しばしば"無印"状態の初代や先代のEFソナタ等と区別するため、開発コード名の「NF」を付けて「NFソナタ」と呼ばれる（韓国ではフルモデルチェンジやビッグマイナーチェンジ毎に名称が変わる事が多い）。なお、開発コード名の「NF」は「Neverending Fame&Faith」から来ていると言われる。主な本国外市場である北米での競合車種はトヨタ・カムリやホンダ・アコードなどである。
- 2004年9月本国デビュー。2005年3月より米国アラバマ州モンゴメリーのHMMA（ヒョンデ・モーター・マニュファクチュアリング・アラバマ）で北米仕様車の現地生産が開始されている。しかし、北米での販売価格の引き上げやレンタカー向け販売の抑制による販売台数の減少などに伴い、2007年3月現在10～12万台もの在庫を抱えるという事態となっている[4]。
- 北米での販売不振に関しては他に、リセールバリューの低さ、競合する日本車が2-3割高価であるにも係わらず商品力向上により販売好調であることなどが指摘されている[4]。
- 車体長:4800mm×車体幅:1830mm×車体高:1475mm。この車体の大きさはXG並み。エンジンは3.3LのV6（ラムダ（λ）エンジン）と、2.4L・2Lの直4（シータ（θ）エンジン）と2.0LLPI（LPG車）の四種類。なお、日本仕様車のエンジン設定は、2005年11月現在、2.4Lのみ。また、後述される「ソナタ・トランスフォーム」の韓国仕様車には3.3L車の設定はない（2007年11月17日現在）。
- 米国運輸省道路交通安全局（NHTSA）により実施されているNCAP（新車アセスメントプログラム）で最高の5つ星の評価を得ているほか、2006年、ユーロNCAPの乗員保護性能テスト（成人・児童とも）においても4つ星を獲得している。
- 2005年9月に日本でも発売された。日本国内で放映されたテレビCMにはペ・ヨンジュン（かつてダイハツ・ミラアヴィのCMに出演していたことがある）が起用され、彼の代表作「冬のソナタ」のシーンを連想させるような映像やBGMとなっていた。
- 中国の合弁企業、北京現代汽車でも生産されており、リアのエンブレムは「HYUNDAI」ではなく漢字で「北京現代」と表記されている。但し、北京現代公式サイトによるとNFソナタの中国名（漢字表記）は「NF御翔（NF YUXIANG）」、その後「SONATA御翔」、さらにフェイスリフトで「領翔SONATA」（後述）となった。その現在でも漢字で「ソナタ（索納塔）」と表記するとニューEFソナタの事を指す事になるので、留意する必要がある。

- 2007年10月、生産車の在庫過剰に伴い、米国アラバマ工場では2週間の操業停止による生産調整を行った。開業間もない工場でのこのような措置は極めて稀であるという[5]。
- 日本市場では販売の低迷から、2008年4月7日に販売を取り止めることを決定し、在庫が無くなり次第販売終了となる[6][7]。
- 本国では2006年8月にもマイナーチェンジが行われ、フロントグリルや内装のデザイン等が変更されている。

| 5代目ソナタ（後期） フロント/リア |  | 5代目ソナタ（後期） フロント/リア |
| 5代目ソナタ（後期） フロント/リア |  |                                   |

- 2007年11月にフェイスリフトが行われ、車名も『ソナタ・トランスフォーム』となった。[8]
- 韓国仕様のエンジンラインナップからはV6が消えた。一方、直4はθⅡへ換装。従来と比較して若干高回転型となり、出力・燃費・トルク共に向上。新型2.0Lの最高出力は、旧型2.4Lのそれに匹敵するものとなっている（2007年11月17日現在）。
- 外装の変更はフェイスリフト程度であるが、内装（インパネ周り）は前期型とはまったく異なるものとなっている。

従来中国では他国と共通の仕様である「NF御翔」が販売されていたが、大幅なフェイスリフトが行われ、エラントラ悦動（HDC）との連続性を感じさせる中国専用のデザインに改められた。これにより車名も「ソナタ領翔」（コード名NFC）に変更された。
- 2014年8月まではタクシー用に限り、韓国国内ではYF系とともに継続販売されていた。これは、YF型のデザインに抵抗があるユーザーに配慮すると同時に、減価償却の済んだ車両を安価で造れるというメーカーの生産性を重視したためである。また、中国市場ではフェイスリフト版がEF系（前述）及びYF系と併売されている。

### 類似性の問題
様々なメディアで競合車種のホンダ・アコード（日本名・インスパイア）との類似性が指摘されている。
- 朝鮮日報の記事で、リアデザインがアコードに酷似していると指摘。[9]
- そのアコードは2005年末にマイナーチェンジを行いリアデザインを大幅に変更しているが、ホンダの韓国法人は「韓国市場だけを考慮したものではない」と説明している。[10]
- 日本では2005年度グッドデザイン賞を受賞している[11]。
- 米ロサンゼルス・タイムス誌は「ヒョンデを真面目に」との記事で、「ソナタの精緻な模倣は真剣な賛辞に値し、ヒョンデは違った目で見る価値のある会社だ」との摘要を添えた上で「模倣とは、最も誠実な形での窃盗であり、その誠実さという点では新型ヒョンデソナタが随一である。」「 ちょうど、オリジナルであるLed Zeppelinと、それを驚くほど忠実に解釈表現したトリビュートバンドZosoのような関係性が、ホンダアコードとヒョンデ・ソナタにも当てはまる。」と評している[12][13]。

## 6代目 型式: YF型（2009年 - 2014年、タクシー仕様: 2010年 - 2014年、ハイブリッド仕様: 2010年 - 2014年）

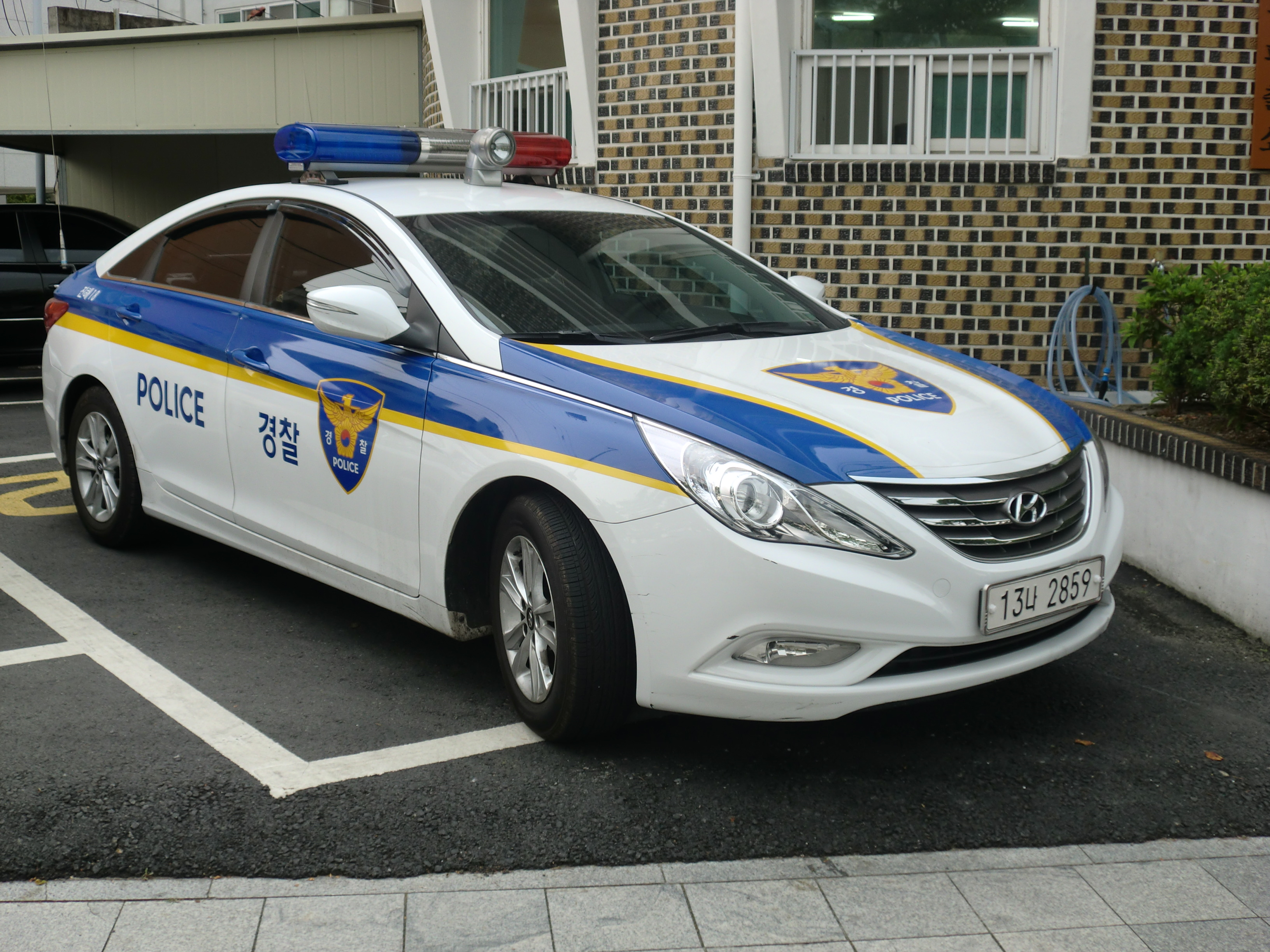
6代目ソナタパトカー

- 2009年9月17日、韓国国内で発表・発売。国内市場の反応は大きく契約件数は発売から半月足らずで月販目標17,000台を大きく上回る5万台を突破した。
- 2005年からプロジェクトコード名「YF」として開発がスタートし、4500億ウォン（日本円で約360億円）が投じられた。
- 2010年1月18日[14]、新開発の2.4L・シータ（θ）GDi（Gasoline Direct Injection（＝直噴））エンジンを搭載した「F24 GDi」を追加。次世代中型級ガソリンエンジンとしてクラス最強の動力性能を具現した。同時にシリーズ全体も仕様を向上。GDIという名称は三菱自動車が日本において商標登録しているそれと同じであるが、三菱のGDIが希薄燃焼（リーンバーン）方式であるのに対し、この2.4LシータGDiはストイキ方式という違いがある。
- 2010年2月からは北米での販売が開始された。発売から僅か2週間で運転席ドアの不具合によるリコールがあったにもかかわらず、NF型を含めて前年同月比58.3％増の7506台を販売している。なお、2010年8月にはアメリカで21,399台を販売し、中型セダンではトヨタ・カムリ（29,599台）、ホンダ・アコード（22,506台）に次ぐ三番手に躍り出た[15]。
- オーストラリア市場にはヒョンデ・i45の車名で導入された。
- ロシアでは2010年8月のモスクワ国際モーターショーでお披露目された。
- なお、欧州市場にはYF型ソナタではなく、プロジェクトコード名「VF」として開発されたヒョンデ・i40が投入される。但し、韓国市場についてはワゴン・セダン（i40サルーン）とも遅れて投入されたので同市場においては併売されることになる（スタイリングとソナタに設定の無いディーゼルエンジンを搭載して一応の差別化は図っている）。
- 2011年4月、中国にて発売開始（中国語表記は索納塔）。生産は合弁企業である北京現代が行っている。2011年からは全世界で年間45万台の販売を目指している。なお、中国自動車市場、中型車カテゴリにおいては、日本車（トヨタ/ホンダ/日産/マツダ）、ドイツ車（フォルクスワーゲン）、アメリカ車（ゼネラルモーターズ）に人気があり、ソナタは苦戦しているが2011年9月、発売後初めて月産1万台を突破した（同月、日産ティアナは1万5千台、ホンダアコードは1万4千台、トヨタ・カムリは1万3千台を販売）。
- キャッチコピーは、"Art of Technology"(アートオブテクノロジー)
- "fluidic sculpture"（流体の彫刻）と呼ばれるヒョンデの新しいデザイン言語が導入され、歴代と同じ4ドアセダンではあるが、メルセデス・ベンツ・CLSクラスやフォルクスワーゲン・パサートCC同様にクーペのイメージを取り込んだ流麗なスタイリングとなっているのが特徴である。

搭載されるエンジンは当初、先代・後期（トランスフォーム）で登場したθⅡの2リッターガソリンと同LPi、2.4L・GDiガソリンの3種が用意されたが、遅れて2.0GDiターボエンジンも追加された。
乗用仕様は「Grand」「Prime」「Premier Beige」「Premier」「Top」「Sports」の6グレード構成となり、トランスミッションはマニュアルモードつき（グレードによりステアリング脇にパドルシフトも装備）の6速ATもしくは6速MTが組み合わされ、前者にはクソナタ初の足踏み式パーキングブレーキが組み合わされる。ただし、タクシー仕様やレンタカー仕様にはLPi（5AT・5MT）の設定もある。
エクステリアには2代目日産・ティアナにも似た大型ガラスサンルーフや電動式トランク、LEDテールレンズ、コーナーセンサーを採用することでクラスを超えた上質感をアピールしている。
サスペンションはフロント：マクファーソンストラット、リア：マルチリンク。全長はあまり変わらないが、ホイールベースは旧型比で+65mm延長され、2,795mmとなっている。
なおこの車の納車第一号は韓国の俳優、チャン・ドンゴンである。姉妹上級車ヒョンデ・グレンジャーと同様リアピラーにも窓があるシックスライトとなった。
2011年7月、マイナーチェンジ。実施新デザインのアルミホイール、新形状のリヤコンビネーションレンズを採用するとと共、2.4Lエンジンを廃止。パーキングブレーキを足踏み式から電子式に変更。
2012年2月、2.0L・θⅡエンジンはCVVL化され、出力と環境性能が向上。2.0L・GDiターボと2.0L・LPiの性能は変更なし。
| 6代目ソナタ（後期） フロント/リア |  | 6代目ソナタ（後期） フロント/リア |
| 6代目ソナタ（後期） フロント/リア |  |                                   |

- 2011年末から、この形のソナタがアクセルを踏んでいないにも拘らず暴走する事故が韓国国内で多発しており、その様子がYouTubeに複数アップロードされている。メーカーは原因を調査中としている。
- 日本の玩具メーカー、タカラトミーは2012年5月より、韓国市場にて当モデルをベースにしたトミカ（韓国語：토미카）を韓国車シリーズの第一弾（KR-1）として販売している。

### ソナタハイブリッド
| ソナタハイブリッド フロント/リア |  | ソナタハイブリッド フロント/リア |
| ソナタハイブリッド フロント/リア |  |                                  |

2010年4月のニューヨーク国際オートショーでは2LのGDiターボ搭載車およびハイブリッド仕様が発表され、2011年3月に開催されたソウルモーターショーでの出品を経て、同年5月2日に韓国内で発売をスタートした（同日、兄弟車のキア・K5もハイブリッド仕様も発売している）。ハイブリッドシステムはトヨタやGMが採用する「複合タイプ」とは異なり、軽量・シンプルな構造を目指してヒョンデが独自開発した「並列式ハードタイプ」を採用。エンジンと電気モーターを1本の軸で連結させたことで20km/h以下の速度域においてモーターのみで走行することが可能となっている。また、「仮想エンジンサウンドシステム」を標準装備とすることで、低速域における歩行者に対しての安全性にも配慮した。トランスミッションは性能を余すことなく生かされるよう専用に開発された6速ATが搭載された。尚、ハイブリッド仕様はフロントマスクが通常版のソナタと異なり、同年3月のジュネーヴモーターショーに出展されたi-flowコンセプトに似たものに改められている。これは、空力を追求して低燃費に貢献させるためであり、結果、ガソリンモデルの空気抵抗値（Cd＝0.28）から0.03引き下げた0.25にまで向上させている。

### リコール
ATセレクトレバーのワイヤーケーブルが変速機本体と分離し、レバーと変速機のギアポジションが一致しない欠陥が発覚、アメリカ合衆国運輸省国家道路交通安全局（NHTSA）がリコールを発表した。現代自動車による調査の結果、不良率は0.5%にも上った。米国工場で生産、北米で販売されたソナタが対象で、総数は88万3000台。

## 7代目 型式: LF型（2014年 - 2019年、プラグインハイブリッド仕様: 2015年 - ）
2014年3月24日、まずは韓国で発表された。先代のキープコンセプトとしつつも、先代から採用されたデザインアイコンである"fluidic sculpture"は2代目ジェネシス（のちにジェネシス・G80に改名）から採用された"fluidic sculpture　2.0"に進化し、より流麗さが増した。
ボディサイズはひとまわり拡大され、ホイールベースも10mm延長されたことで2.800mmを越えた。
エンジンは先代後半から採用された2.0L・CVVLニューエンジンの改良版、2.4L・GDi、そしてレンタカー仕様/障害者仕様向けの2.0L・LPiの計3種を用意し、これらに6ATを組み合わせる。但し、レンタカー仕様については6MTも選択が可能である。
安全装備については、車間距離調整に加え、自動停止機能をも備えた「アドバンススマートクルーズコントロール」（ASCC）や「前方衝突警報システム」（FCWS）を中型車初採用としている。
ハイブリッドは、当面の間6代目を継続販売していたが、2014年12月16日に7代目ベースにフルモデルチェンジ。外観上の違いはメカニズムとは打って変わり、フロント周りのデザインとリヤコンビレンズのクリア化、専用デザインのアルミホイール、エンブレム類にとどまる。
タクシーについては7代目登場後しばらくの間、5代目と6代目ベースが並行して販売されていたが、2014年8月20日に7代目をベースとした「新型ソナタタクシー」に切り替わった。レンタカー仕様/障害者仕様と共通の2.0L・LPiエンジンを搭載し、「Style」「Modern」「Premium」の3グレードが設定される。全車6ATとの組み合わせが基本だが、「Style」のみ6MTも選択可能となっている。尚、7代目ベースのタクシーの登場によって5代目ベースの「ソナタトランスフォーム」タクシーは生産を終了し、
6代目（YF）と7代目（LF）の並行生産となった。レンタカー/障害者仕様についても6代目「SONATA The Briiiant」LPi仕様が並行生産されている
アメリカでも販売のための広告戦略が行われていたが、2014年3月4日に現代が発表した燃費（12.6km/l）と同月14日に韓国政府の発表値（12.1km/L）に差があることが判明。同月17日に現代側が誇張を認めて謝罪をする一幕があった。
2015年7月2日、韓国にて大幅な改良を実施。従来の2.0Lに加え（2.4Lは廃止）、1.7Lディーゼル、1.6L・GDiターボを追加。これら新ユニットには、ソナタ初となる7速DCTが組み合わされる。
同時に、韓国車初のプラグインハイブリッドカー仕様である「ソナタ　プラグインハイブリッド（PHEV）」を新たに設定。家庭用の充電により、モーターのみで約44kmの走行が可能となる。ソナタハイブリッドに比べて約5倍の容量を持つ9.8kWhのリチウム・ポリマー・バッテリーの採用により、モーターのみで約44kmの走行を可能としている。充電時間は最短で2.5時間。50kWのモーターは、6ATとの組み合わせにより、ソナタハイブリッドよりも約32％パワフルな駆動が可能となっている。154PSの2.0Lガソリンエンジンとの組み合わせにより、システム合計出力は202PSを発生する。尚、PHEVは当初、9月発表・発売開始だったものを前倒ししての登場となった。これにより、ガソリン、ガソリンターボ、ディーゼル、LPG、ハイブリッド、プラグインハイブリッドと韓国車最多となる計6種のパワーユニットで構成されることとなる。
2017年3月8日、「SONATA New Rize」のキャッチコピーにてマイナーチェンジ。外観の変更箇所は多岐にわたり、フロントは最新のデザインアイコンである「カスケーディンググリル」を中心とした新造形とし、リアもIG型グレンジャーと同様の処理が施され、パッと見はフルモデルチェンジと見まがうレベルである。安全装備については、IG型グレンジャーで採用済の走行操向補助システム（LKAS）、自動緊急制動システム（AEB）、オドベンスドスマートクルーズコントロール（ASCC）、不注意運転警報システム（DAA）、アラウンドビューモニター（AVM）、ダイナミックバンディングライト（DBL）などで構成される 「Hyundai Smart Sense」を新たに採用し、LEDバイファンクションヘッドライトも採り入れている。また、韓国車初となる「ワンタッチ空気清浄モード」も採用された。
パワーユニットは2.0L・GDi、1.7L・ディーゼル、1.6L・GDiターボ、2.0L・GDiターボの4種で、2.0LGDiターボには韓国中型車初の8速ATが新たに採用され、追ってハイブリッドも後期型へと切り替わった。
尚、LPi、PHV（プラグインハイブリッド）については当面の間、前期型を継続販売する。

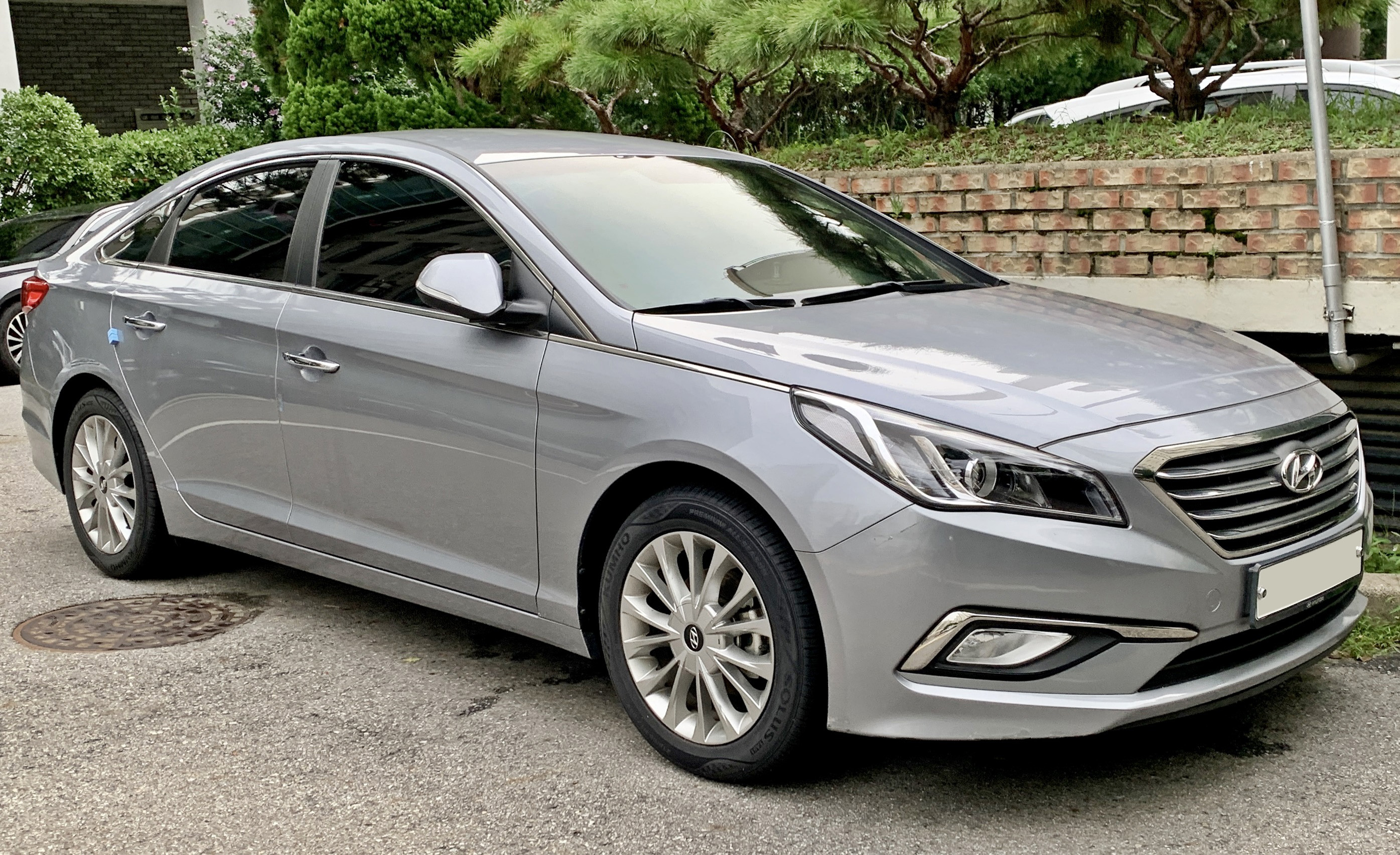
前期型　フロント
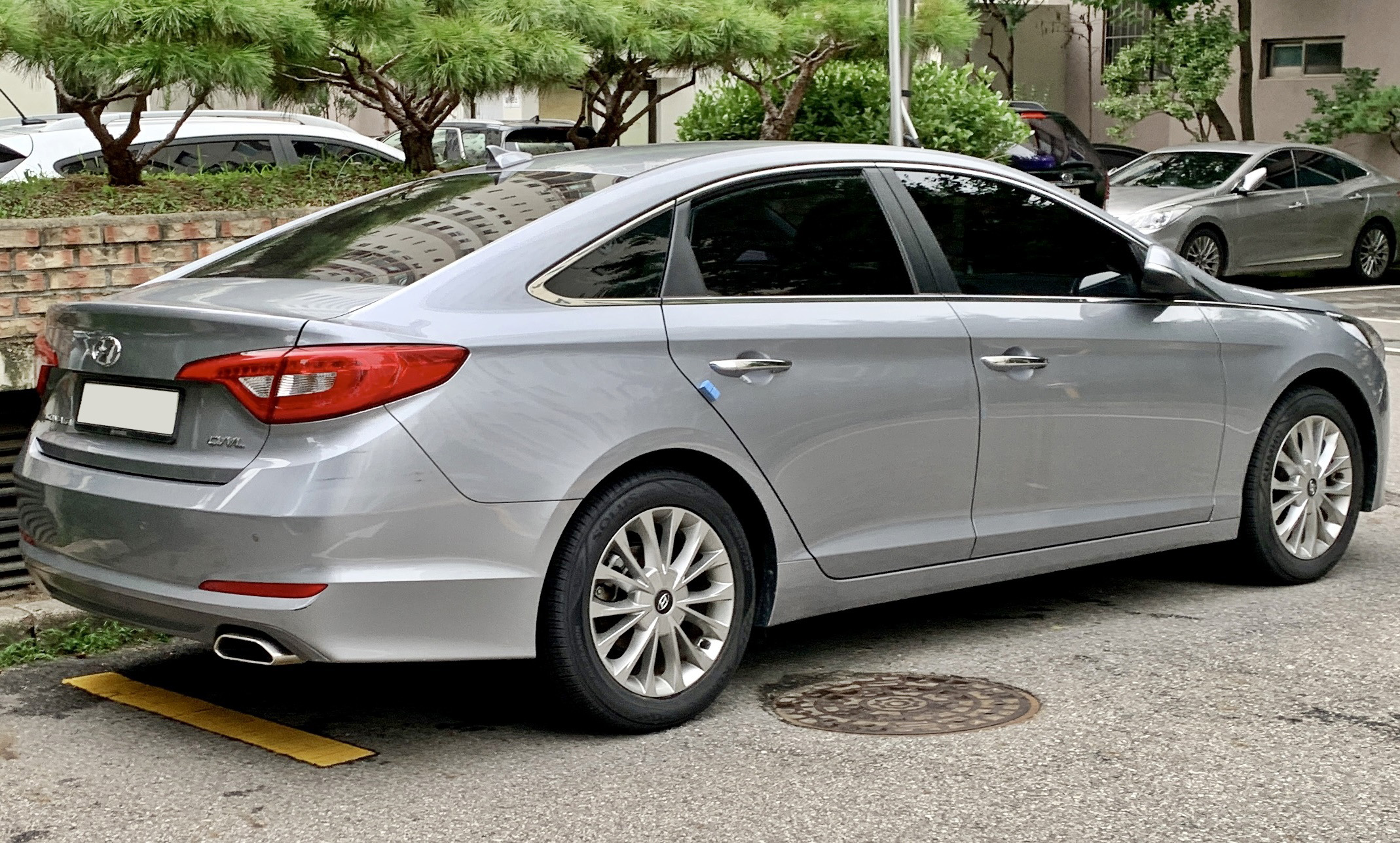
前期型　リヤ

## 8代目 型式: DN8型（2019年 - ）
2019年3月24日、韓国にて発表・販売を開始。低重心化した「第3世代プラットフォーム」を新採用。超高張力鋼板を熱間プレスした「マルチロードパス構造」を採用したことで衝突安全性を高めた。
ジェネシスも含めた現代の車としては初めて、スマートフォンと連携した電子キー機能を採用。スマートフォンと車が連携し、ドライバーの好みのシートポジション、オーディオ音量などを記憶し、自動で切り替わる。また、カカオの人工知能プログラムである「カカオi」を活用した音声アシスタントサービスを搭載する。
2020年、ハイブリッド仕様も遅れてフルモデルチェンジしている。
セダンの不振に伴い、ヒョンデ社内でも2017年に（韓国内の）国民車の座をグレンジャーに譲ったソナタであるが、8代目においてもグレンジャーとの間の販売台数の差は広がった。2021年1－2月の販売台数は7798台であり、同じ期間のグレンジャーの販売台数の半分にも満たなかった。
2023年3月には外装が大幅に改良され、「SONATA the EDGE」として韓国で発表。新たに2.5Lターボエンジンを搭載した「N Line」を追加。
また2024年8月現在、タクシー仕様車として2.0スマートストリームLPG+6ATの仕様も用意されている。LPGボンベについてはタクシーとして一般的なリアシートバック裏に鎮座するものではなく、スペアタイヤスペースに搭載されるドーナツ型（64 L/80%充填）のものが使用されている。

## 車名の由来
- EF - Elegant Feeling
- NF - Neverending Fame&Faith
- ｢ソナタ｣のヒョンデによる日本での商標登録は1988年出願、1991年登録と、ソナタの歴史やヒュンダイモータージャパン設立時期から見てもかなり早い時期から行われていた。
  - この事に関しては2014年2月12日現在特許電子図書館[リンク切れ]の検索コーナーにて確認可能[21]である。
- 日本で放映されたNFソナタのCMがペ・ヨンジュンが登場する、それも「冬のソナタ」を連想させる内容であったが、上記の商標登録のタイミングを見ても「冬のソナタ」にちなんで名付けられたわけではないといえる。

## その他

### 「ソナタ」のハングル表記
音楽用語の｢ソナタ｣のハングル表記は「소나타｣だが、2008年2月21日現在、ヒョンデ公式サイトにおけるこのクルマのハングル表記は｢쏘나타｣であり、文字の上では最初のS音が若干異なっている。他の韓国国内のサイトでも前者の表記、「소나타｣と誤植される事例が多々見受けられる。ただし、初代のCMでは「소나타」と表記されていた。

### 一部の国での異なる名称
基本的には世界的にSonataの名称で販売されているようである。だが前述の中国におけるNFソナタ（NF御翔/領翔SONATA）以外にも違う名称が与えられている場合があり、イタリアではSonicaの名称で販売されている。
また、近年ヒョンデ車の名称が｢i○○（主にセダン/ハッチバック）｣/｢ix○○（主にSUV）｣になる流れを受けてか、オーストラリア市場ではYF系がi45と言う名称で販売されていた（次期LF型ではソナタに戻っている）。

### ソウル大合格を呼ぶエンブレム
韓国国内では、ソナタIIIの「エンブレムの'S'を持っていればソウル大学へいける」「'III'を取れば大学入試で300点以上は取れる」などといった根拠のない都市伝説があった。これを原因とするエンブレム窃盗事件（駐車されていたソナタⅢのエンブレムについていた「S」と「III」の字を高校生たちが剥ぎ取る）の報告もあった。ヒョンデ自身もこの現象について触れているが、｢ソナタのSはソウル特別市にある大学、メルセデス・ベンツ・SクラスのSがソウル大学校｣という説もある。
更に、この被害にあったソナタのオーナーの為にヒョンデがエンブレムの交換を無料で行うこともあったという。

### Kリーグのタイトルスポンサー
ヒョンデは韓国のプロサッカーリーグである「Kリーグ」のオフィシャルスポンサーでもあり、2010年シーズンはリーグ戦のタイトルスポンサーとして名を連ね「ソナタKリーグ」の名称で行なわれた。

### トミカ
- No.KR-1 ヒュンダイ ソナタ
  - 2012年頃、トミカで韓国車シリーズとして6代目モデルが販売されていた。

## 受賞歴
- "Best New Family Car (under $35,000)" in the 2006 Canadian Car of the Year awards.
- Kiplinger’s Personal Finance “Best in Class” in the under $20,000 category – 2007 Sonata: Kiplinger’s Personal Finance 2007 Car Buyer’s Guide "Best of 2007 Cars" March 2007.
- Cars.com - 2007 Sonata: Best Deal For Small Families
- "Consumers Digest Best Buy" - 2006 Sonata
- NHTSA 5-Star Crash Rating – 2006 Sonata: Government star ratings are part of the National Highway Traffic Safety Administration's (NHTSA) New Car Assessment Program (www.safercar.gov). Model tested with standard side-impact airbags (SABs).
- Named "Best Bet" in Jack Gillis' The Car Book 2006 - 2006 Sonata
- Kiplinger’s Personal Finance “Best in Class” in the $18,000 to $23,000 category – 2006 Sonata: Kiplinger’s Personal Finance 2006 Car Buyer’s December 2005.
- Kiplinger’s Personal Finance “Best New Car” in the $18,000 to $23,000 category – 2006 Sonata: Kiplinger’s Personal Finance 2006 Car Buyer’s December 2005.
- MotorWeek’s “Driver’s Choice Award” for Best Family Sedan – 2006 Sonata